# کنستانتی گورسکی
کُنستانتی آنتونی گورسکی (لهستانی: Konstanty Antoni Gorski؛ تلفظ لهستانی: [kɔnˈstantɨ anˈtɔɲi ˈgɔrskʲi]؛ ۱۳ ژوئن ۱۸۵۹ – ۳۱ مهٔ ۱۹۲۴) رهبر ارکستر، نوازندهٔ ارگ و ویولن، آهنگساز و آموزگار موسیقی اهل لهستان بود.